# 1984 في إسبانيا
فيما يلي قوائم الأحداث التي وقعت خلال عام 1984 م في إسبانيا.

## رياضة
- 1 يناير – طواف إسبانيا 1984

## مواليد

### يناير
- 1 يناير – فرناندو سان إميتيريو لاعب كرة سلة إسباني.
- 4 يناير – خافي فويغو لاعب كرة قدم إسباني.
- 4 يناير – فرانسيسكو مارتوس لاعب كرة قدم إسباني.
- 13 يناير – خورخي غارسيا لاعب كرة قدم إسباني.
- 13 يناير – كيبا بلانكو لاعب كرة قدم إسباني.
- 24 يناير – آنا تيمبرانو لاعبة كرة يد إسبانية.
- 26 يناير – إيغور أنغولو لاعب كرة قدم إسباني.
- 28 يناير – مانويل جاتو لاعب كرة قدم إسباني.

### فبراير
- 3 فبراير – سارا كاربونيرو صحفية إسبانية.
- 3 فبراير – كارميلو يوستي لاعب كرة قدم إسباني.
- 4 فبراير – خيسوس خيل مانزانو حكم كرة قدم إسباني.
- 5 فبراير – كيلي ألفاريز لاعب كرة قدم إسباني.
- 7 فبراير – خوان لويس هينز لوريتي لاعب كرة قدم إسباني.
- 13 فبراير – أبونو لاعب كرة قدم إسباني.
- 16 فبراير – مانويل دييغو تيو لاعب كرة قدم إسباني.
- 23 فبراير – راؤول فابياني لاعب كرة قدم.
- 25 فبراير – مانيو ديل مورال لاعب كرة قدم إسباني.
- 28 فبراير – جوزيب ماريا غوزمان لاعب كرة سلة إسباني.
- 28 فبراير – راؤول كامارا لاعب كرة قدم إسباني.
- 29 فبراير – نوريا مارتينيز لاعبة كرة سلة إسبانية.

### مارس
- 1 مارس – أوسكار راميريز مارتن لاعب كرة قدم إسباني.
- 3 مارس – أنخيل خافيير أريزميندي لاعب كرة قدم إسباني.
- 6 مارس – أنطونيو غارسيا روبليدو لاعب كرة يد إسباني.
- 8 مارس – فيكتور سادا لاعب كرة سلة إسباني.
- 10 مارس – بيدرو سانتا سيسيليا غارسيا لاعب كرة قدم إسباني.
- 18 مارس – سالفا سيفييا لاعب كرة قدم إسباني.
- 20 مارس – فرناندو توريس لاعب كرة قدم إسباني.
- 23 مارس – لويس أنخيل ماتي درّاج طريق إسباني.
- 30 مارس – ألفارو سيلفا لاعب كرة قدم إسباني.

### أبريل
- 2 أبريل – ميغيل أنخيل مويا لاعب كرة قدم إسباني.
- 8 أبريل – باتريشيا إلورزا لاعبة كرة يد إسبانية.
- 8 أبريل – ميكيل أجويريزابالاجا لاعب كرة يد إسباني.
- 16 أبريل – ماركوس غيريرو لاعب كرة قدم إسباني.
- 20 أبريل – إنخيل موليرا
- 29 أبريل – كارلوس غارسيا لاعب كرة قدم إسباني.
- 30 أبريل – أليكس أورتاسون لاعب كرة سلة إسباني.
- 30 أبريل – تكسيمي أورتاسون لاعب كرة سلة إسباني.

### مايو
- 9 مايو – ألفارو ديل مورال لاعب كرة قدم إسباني.
- 11 مايو – أندريس إنييستا لاعب كرة قدم إسباني.
- 14 مايو – أوسكار روبيو لاعب كرة قدم إسباني.
- 14 مايو – سوغوي أوريارتي لاعب جودو إسباني.
- 15 مايو – إنيغو دياز دي سيريو لاعب كرة قدم إسباني.
- 16 مايو – خافي سوريا لاعب كرة قدم إسباني.
- 25 مايو – أرتورو تيزون متسابق دراجات نارية إسباني.
- 26 مايو – ميكيل نييف درّاج طريق إسباني.
- 27 مايو – إيفان كويلار لاعب كرة قدم إسباني.
- 28 مايو – خافي موتا مغني إسباني.

### يونيو
- 2 يونيو – إيريكا فيائثيخا سباحة إسبانية.
- 12 يونيو – برونو سوريانو لاعب كرة قدم إسباني.
- 15 يونيو – بابلو سانتوس لاعب كرة مضرب إسباني.
- 15 يونيو – هيكتور فونت لاعب كرة قدم إسباني.
- 22 يونيو – روبين إيفان مارتينيز لاعب كرة قدم إسباني.
- 28 يونيو – ميكيل مارتينيز لاعب كرة قدم إسباني.

### يوليو
- 18 يوليو – خافيير مورينو درّاج طريق إسباني.

### أغسطس
- 3 أغسطس – أندريا أورلاندي لاعب كرة قدم إسباني.
- 7 أغسطس – أنجيل لافيتا لاعب كرة قدم إسباني.
- 9 أغسطس – غايزكا توكويرو لاعب كرة قدم إسباني.
- 12 أغسطس – ماريان ريفيرا
- 17 أغسطس – سيرجيو رودريغيز غارسيا لاعب كرة قدم إسباني.
- 19 أغسطس – ميغيل فلانيو لاعب كرة قدم إسباني.
- 22 أغسطس – مانويل أورتيز توريبيو لاعب كرة قدم إسباني.

### سبتمبر
- 9 سبتمبر – روبين روثافا دراج إسباني.
- 10 سبتمبر – أندر جاجو لاعب كرة قدم إسباني.
- 11 سبتمبر – ريكاردو ألفاريز لاعب كرة قدم إسباني.

### أكتوبر
- 1 أكتوبر – إزاياس غوارديولا لاعب كرة يد إسباني.
- 1 أكتوبر – غيدون غوارديولا لاعب كرة يد إسباني.
- 1 أكتوبر – لورا بوس تيو لاعبة كرة مضرب إسبانية.
- 16 أكتوبر – ديفيد سالوم متسابق دراجات نارية إسباني.
- 18 أكتوبر – خوسيه أنطونيو سانشيز لاعب كرة مضرب إسباني.
- 25 أكتوبر – إيفان راميس لاعب كرة قدم إسباني.
- 25 أكتوبر – سالفا أركو لاعب كرة سلة إسباني.

### نوفمبر
- 1 نوفمبر – ألبرتو كورباتشو لاعب كرة سلة إسباني.
- 3 نوفمبر – ساؤول كرافيوتو
- 4 نوفمبر – ميكيل ريكو لاعب كرة قدم إسباني.
- 16 نوفمبر – خوسيه روبيو لاعب كرة قدم إسباني.
- 21 نوفمبر – ألفارو باوتيستا متسابق دراجات نارية إسباني.
- 22 نوفمبر – جوان أوليف متسابق دراجات نارية إسباني.
- 26 نوفمبر – أنتونيو بويرتا لاعب كرة قدم إسباني.
- 30 نوفمبر – فرانشيسكو ساندازا لاعب كرة قدم إسباني.

### ديسمبر
- 3 ديسمبر – مانويل أرانا رودريغيز لاعب كرة قدم إسباني.
- 4 ديسمبر – فرناندو ماركيز لاعب كرة قدم إسباني.
- 7 ديسمبر – أندريا ريكا لاعبة تايكوندو إسبانية.
- 8 ديسمبر – كارلوس بيتا لاعب كرة قدم إسباني.
- 13 ديسمبر – سانتي كازورلا لاعب كرة قدم إسباني.
- 21 ديسمبر – خوان فاليرا لاعب كرة قدم إسباني.
- 30 ديسمبر – سيرجيو غاديا متسابق دراجات نارية إسباني.

## وفيات

### يناير
- 22 يناير – غييرمو غونزاليز ديل ريو غارسيا (مواليد 1912) لاعب كرة قدم إسباني.

### فبراير
- 6 فبراير – خورخي غيين (مواليد 1893) شاعر إسباني.
- 21 فبراير – إيميليو رودريغيث (مواليد 1923) درّاج طريق إسباني.
- 27 فبراير – سيمون ليكوي (مواليد 1912) لاعب كرة قدم إسباني.

### يوليو
- 8 يوليو – سانتشث ألبورنوث (مواليد 1893)

### أكتوبر
- 11 أكتوبر – مانويل ألونسو أريزاجا (مواليد 1895) لاعب كرة مضرب إسباني.

### نوفمبر
- 8 نوفمبر – سيرياكو إراستي (مواليد 1904) لاعب كرة قدم إسباني.
- 19 نوفمبر – مارتين ماركوليتا (مواليد 1907) لاعب كرة قدم إسباني.

### ديسمبر
- 14 ديسمبر – بيثنتي أليكساندري (مواليد 1898) شاعر إسباني.